# I. e. 315
Évszázadok: i. e. 5. század – i. e. 4. század – i. e. 3. század
Évtizedek: i. e. 360-as évek – i. e. 350-es évek – i. e. 340-es évek – i. e. 330-as évek – i. e. 320-as évek – i. e. 310-es évek – i. e. 300-as évek – i. e. 290-es évek – i. e. 280-as évek – i. e. 270-es évek – i. e. 260-as évek
Évek: i. e. 320 – i. e. 319 – i. e. 318 – i. e. 317 –  i. e. 316 – i. e. 315 – i. e. 314 – i. e. 313 – i. e. 312 – i. e. 311 – i. e. 310

## Események

### Makedón Birodalom
- A második diadokhosz háborúban Antigonosz kiterjeszti hatalmát a birodalom egész ázsiai részére. Bevonul Babilonba és megkaparintja a Szúzában őrzött kincstárat. Babilon addigi kormányzója, Szeleukosz Egyiptomba menekül Ptolemaioszhoz és Antigonosz ellen szövetséget köt vele, valamint a trákiai Lüszimakhosszal és a görögországi Kasszandrosszal.
- Antigonosz Spártába küldi Milétoszi Arisztodémoszt, hogy 8 ezer zsoldost toborozzon. Egyúttal szövetséget köt Polüperkhónnal és fiával Alexandrosszal. A szövetség megerősítésére Alexandrosz Ázsiába hajózik Antigonoszhoz.
- Eumenész halála után Peithón kiterjeszti uralmát a birodalom keleti régióira.
- Antigonosz elűzi Kasszandrosz erőit az égei-tengeri szigetekről, és Rodosz segítségével flottát gyűjt hogy előkészítse Görögország invázióját.
- Aiakidész épeiroszi királyt fellázadó népe elűzi. Fiát, a kétéves Pürrhoszt szolgái mentik meg a felkelők dühétől. Épeiroszban Kasszandrosz veszi át a hatalmat.
- Kasszandrosz megalapítja Makedóniában a feleségéről elnevezett Thesszaloniké városát.
- Kasszandrosz ráveszi Polüperkhón fiát, Alexandroszt, hogy álljon át az ő oldalára, cserébe kinevezi őt a Peloponnészosz kormányzójává.
- A Ptolemaisoz által megszállt Cipruson Antigonosz támogatói fellázadnak, de Ptolemaiosznak sikerül helyreállítania uralmát.

### Itália
- Szicíliában a szürakuszai Agathoklész meghódítja Messzéné városát.
- Rómában Lucius Papirius Cursort és Quintus Publilius Philót választják consulnak. A szamnisz háború irányítására Quintus Fabius Maximus Rullianust nevezik ki dictatornak. Fabius folytatja Saticula ostromát. A táborát zaklató szamnisz csapatok egy összecsapásban megölik helyettesét, Quintus Aulius Cerretanus lovassági főparancsnokot.
- Saticula eleste után a dictator a szamniszokhoz pártolt Sora fel indul és közben a lautulaei csatában vereséget szenved a szamniszoktól (Diodórosz szerint a szamniszok győztek, Livius döntetlenről ír). A táborába húzódik és néhány nap múlva az új lovassági főparancsnok és az erősítés megérkeztével vereséget mér az ellenségre.[1]

## Születések
- Pitanéi Arkeszilaosz, görög filozófus
- Aratosz, görög költő

## Halálozások
- Csou Sencsing-vang, a Csou-dinasztia királya

## Fordítás
- Ez a szócikk részben vagy egészben  a(z)   315 BC című angol Wikipédia-szócikk ezen változatának fordításán alapul.  Az eredeti cikk szerkesztőit annak laptörténete sorolja fel. Ez a jelzés csupán a megfogalmazás eredetét és a szerzői jogokat jelzi, nem szolgál a cikkben szereplő információk forrásmegjelöléseként.